# Cenușăreasa în țara basmelor
Cenușăreasa în țara basmelor (titlul original: în rusă Золушка, transliterat: Zolușka) este un film de basm sovietic, realizat în 1947 de regizorii Nadejda Koșeverova și Mihail Șapiro după basmul Cenușăreasa al scriitorului Charles Perrault, protagoniști fiind actorii Ianina Jeimo, Aleksei Konsovski, Erast Garin și Faina Ranevskaia.

## Distribuție
- Ianina Jeimo – Cenușăreasa
- Aleksei Konsovski – prințul
- Erast Garin – regele
- Faina Ranevskaia – mama vitregă
- Elena Iunger – sora vitregă Anna
- Tamara Sezenevskaia – sora vitregă Mariana
- Vasili Merkurev – tatăl / pădurarul
- Varvara Measnikova – zâna
- Aleksandr Rumnev – marchizul Pas de trois
- Igor Klimenkov – pajul
- Serghei Filippov – caporalul
- Kirill Gun – curteanul

## Imagini din film

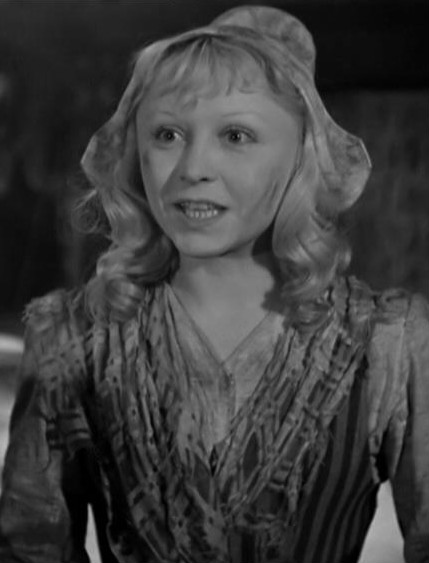
Ianina Jeimo în rolul Cenușăresei
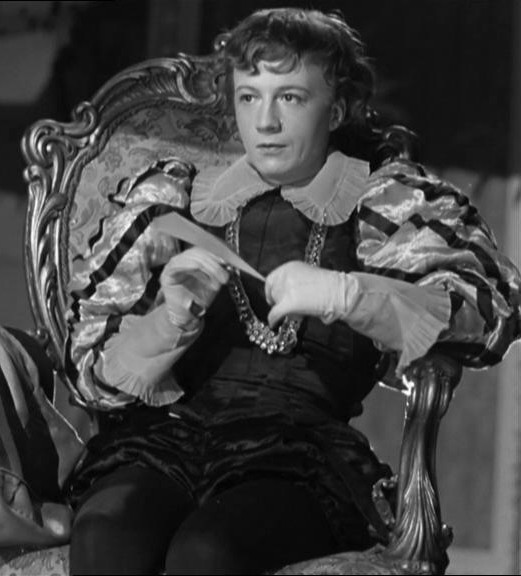
Aleksei Konsovski prințul
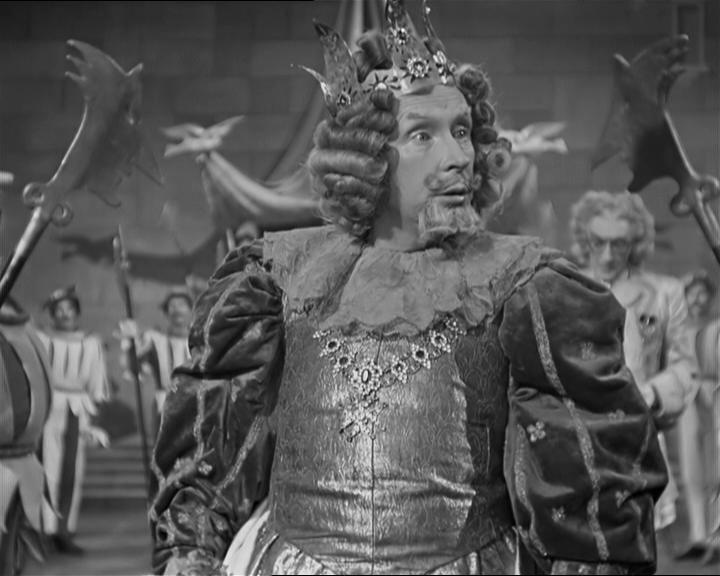
Erast Garin regele
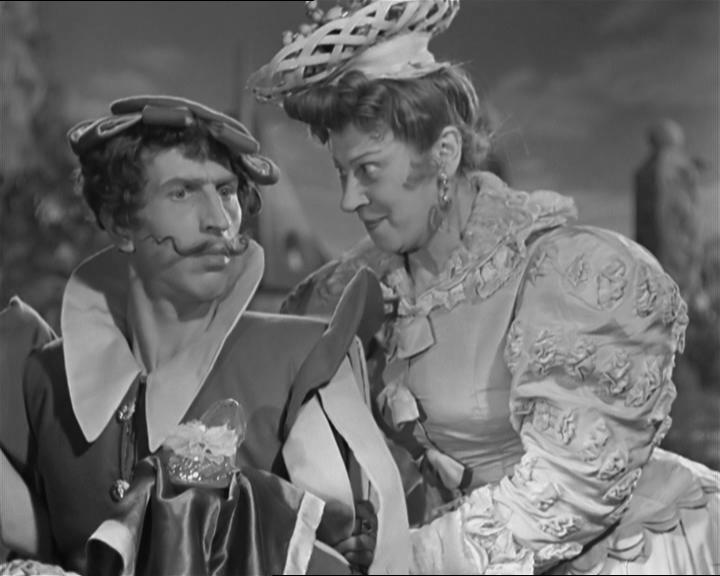
Serghei Filippov caporalul și Faina Ranevskaia în rolul mamei vitrege
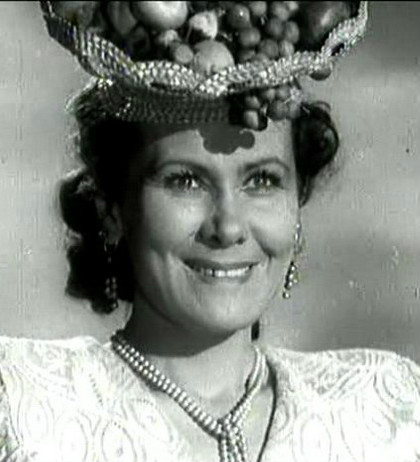
Elena Iunger Anna
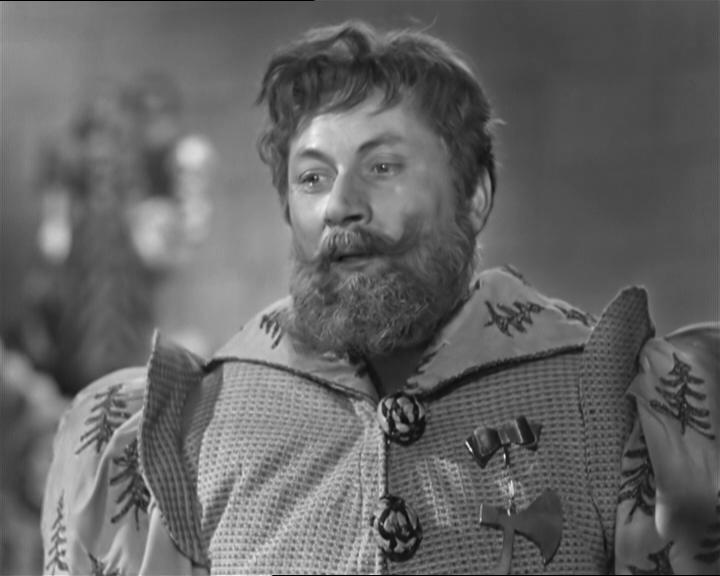
Vasili Merkurev ca pădurar și tatăl Cenușăresei
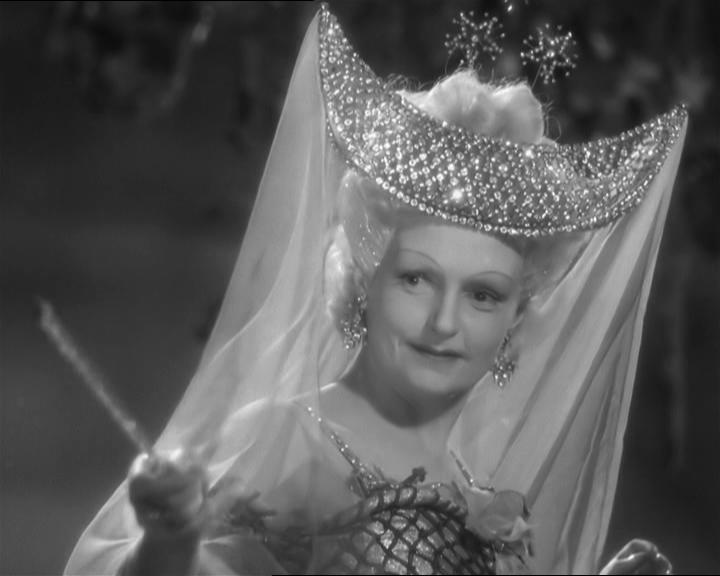
Varvara Measnikova în rolul zânei
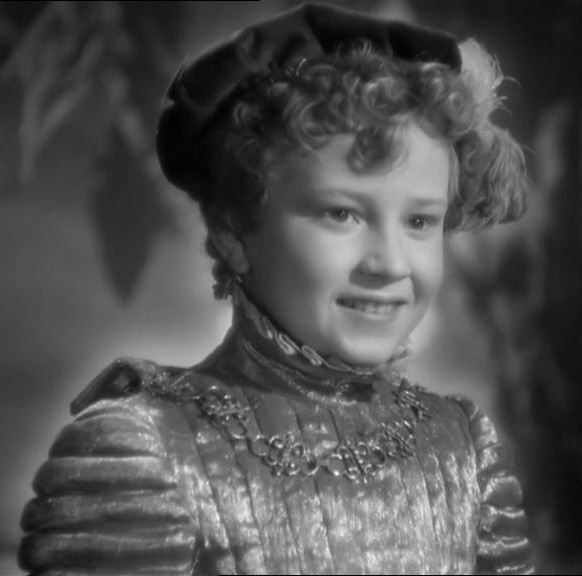
Igor Klimienkow pajul

## Versiunea color
La cererea Pervîi Kanal, în 2009 a fost finalizată restaurarea și colorarea versiunii originale a filmului din 1947. Negativul original (imaginea) și filmul cu coloana sonoră erau în stare proastă, materialele trebuind scanate de mai multe ori. Restaurarea a fost efectuată prin metoda de restaurare digitală cadru cu cadru a imaginii, remasterizarea sunetului cu participarea companiilor „Legend Films” (Anglia) și „Jupiter”. Culorile pentru decoruri, obiecte de interior și costumele personajelor au fost colorate în conformitate cu schițele lui Nikolai Akimov. Niciun singur costum original din „Cenușăreasa” nu a supraviețuit la Lenfilm..